# Ascidia austera
Ascidia austera is een zakpijpensoort uit de familie van de Ascidiidae. De wetenschappelijke naam van de soort is voor het eerst geldig gepubliceerd in 1904 door Sluiter.